# 2B9 82mm自動迫撃砲

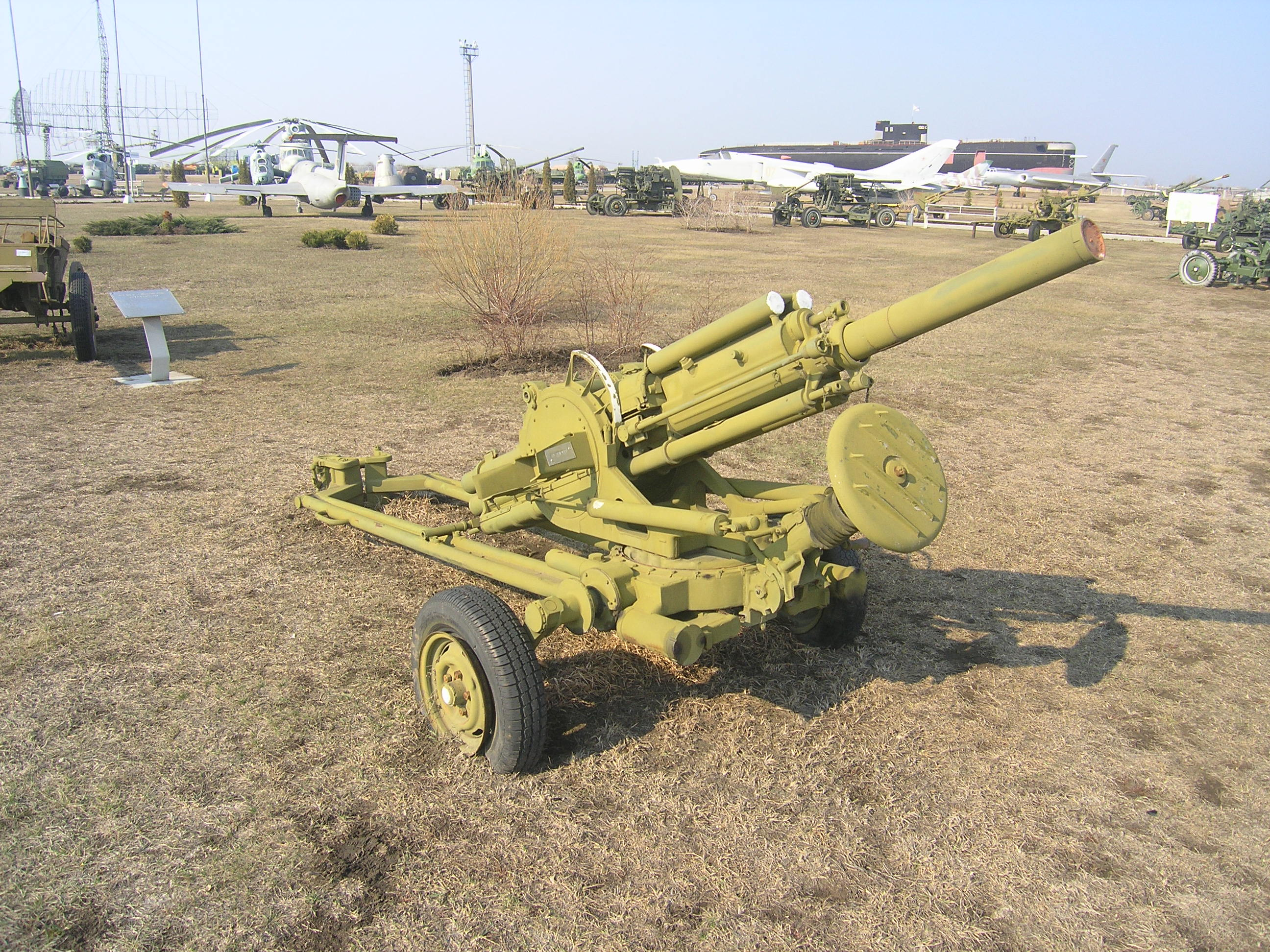
2B9 82mm自動迫撃砲
トリヤッチ技術博物館の展示品

2B9 82mm自動迫撃砲（ロシア語: 2Б9 «Василек»）は、ソビエト連邦が開発した口径82mmの自動迫撃砲である。
Василек（ヴァシリョーク/ヴァシリョク）とは、「ヤグルマギク（矢車菊）」の意。

## 概要
1970年代に開発され、既存の120mm迫撃砲を代替する形で配備が進められた。
2B9は、従来の迫撃砲のように砲口から砲弾を装填して使用することも可能であるが、砲の後部右側からクリップでまとめられた4発の標準型82mm迫撃砲弾を装填して連射することによって、極めて短時間のうちに砲弾を広範囲に着弾させることができ、広い地域を効率よく制圧することが可能である。また、45°以下の仰角を取って発砲することも可能なため、無反動砲や歩兵砲のように、直接照準で標的を砲撃することもできる。
一般的な構造の迫撃砲と比較したデメリットとして、自動発射に対処するために給弾装置、駐退復座装置、大きく複雑な砲架を必要とする。

## 運用
2B9は、1979年からのアフガニスタンにおける戦いで使用され、ソ連軍にとっては頼れる支援火器であり、ムジャーヒディーンにとっては恐るべき存在の1つとなった。
二輪と二脚を備えた砲架に搭載されており、標準的にはトラックなどで牽引されるが、アフガニスタンではBMP-1歩兵戦闘車やMT-LB汎用装甲車などの車体上に搭載して、即席の自走迫撃砲とすることも多かった。チェチェン紛争でも、ロシア連邦軍が使用している。
中国でも中国北方工業公司（ノリンコ）が類似の82mm自動迫撃砲を99式として生産しているが、中国人民解放軍への配備状況は不明である。

## 要目
- 口径：82mm
- 全長：
- 全幅：
- 重量：632kg
- 砲身長：
- 仰俯角：-1°~+85°
- 左右旋回角：60°
- 運用要員：
- 発射速度：
- 射程：4,720m（標準榴弾）

## 運用国

### 現用
- カザフスタン - 2011年時点で、2B9を保有している[1]。